# Educated Horses
 (octobre 2022).
Albums de Rob Zombie
The Sinister Urge
(2001) Hellbilly Deluxe 2
(2010)
Educated Horses est le troisième album studio de Rob Zombie sorti en 2006.

## Liste des titres
Tous les titres par Rob Zombie, sauf indication.
1. Sawdust in the Blood (Intro) - 1:22
2. American Witch - 3:48
3. Foxy Foxy - 3:28 (Zombie & Humphrey)
4. 17 Year Locust - 4:07
5. The Scorpion Sleeps - 3:38
6. 100 Ways – 1:53 (Zombie & Humphrey)
7. Let It All Bleed Out - 4:10 (Zombie & Humphrey)
8. Death of It All - 4:24
9. Ride - 3:32
10. The Devil's Rejects - 3:54
11. The Lords of Salem - 4:15

## Composition du groupe
- Rob Zombie — chants
- John 5 — guitare
- Blasko — basse
- Tommy Clufetos — batterie

### Musiciens additionnels
- Tommy Lee — Batterie additionnel
- Scott Humphrey — Programmation

## Charts
Album - Billboard (Amérique du Nord)
| Année | Chart               | Position |
| ----- | ------------------- | -------- |
| 2006  | The Billboard 200   | 5        |
| 2006  | Top Canadian Albums | 5        |
| 2006  | Top Internet Albums | 5        |

Singles - Billboard (Amérique du Nord)
| Année | Single               | Chart                  | Position |
| ----- | -------------------- | ---------------------- | -------- |
| 2006  | Foxy Foxy            | Mainstream Rock Tracks | 8        |
| 2006  | Foxy Foxy            | Modern Rock Tracks     | 26       |
| 2006  | American Witch       | Mainstream Rock Tracks | 12       |
| 2006  | American Witch       | Modern Rock Tracks     | 32       |
| 2006  | Let It All Bleed Out | Mainstream Rock Tracks | 29       |